# Purchasing Managers Index
De Purchasing Managers Index (ook wel "inkopersindex" of "index van aankoopdirecteurs") is een indexcijfer dat een indruk geeft van het vertrouwen dat inkoopmanagers op dat moment in de economie hebben.
Een waarde boven de 50 wordt doorgaans gezien als een teken van vertrouwen/groei, bij een getal onder de 50 wordt een afname van activiteiten verwacht.
De evolutie van PMI 'purchasing managers index' wordt door economen gezien als een belangrijke indicator voor de economie op zich. PMI onder de 50 kan dus een recessie betekenen, boven de 50 zal eerder op een expansie wijzen. 